# Mihály Adami
Mihály Adami (n. ?, Trencsén) - d. 11 martie 1781, Viena, Austria) a fost un scriitor, lingvist și genealogist maghiar.